# Vif-Argent (film)
Pour les articles homonymes, voir Vif-argent.
Pour plus de détails, voir Fiche technique et Distribution.
Vif-Argent est un film français écrit et réalisé par Stéphane Batut, sorti en 2019.

## Synopsis
Juste vient de mourir et une passeuse d'âme lui permet de rester encore un peu afin de recueillir le dernier souvenir des mourants. Il croise Agathe dans Paris qui semble le reconnaître.

## Fiche technique
- Titre : Vif-Argent
- Titre international : Burning Ghost
- Réalisation : Stéphane Batut
- Scénario : Stéphane Batut, Christine Dory, Frédéric Videau
- Production : Zadig Films
- Direction de production : Paul Sergent, Mélanie Gerin, Paul Rosenberg
- Assistant mise en scène : Ludovic Giraud
- Musique originale : Gaspar Claus, Benoit de Villeneuve
- Directeur de la photographie : Céline Bozon
- Montage : François Quiqueré
- Son : Florian Cornet
- SOFICA : Cinémage 13
- Distributeur : Les Films du Losange
- Pays d'origine :  France
- Langue : français
- Genre : Drame et fantastique
- Durée : 104 minutes
- Dates de sortie :
  - France : 28 août 2019

## Distribution
- Thimotée Robart : Juste
- Judith Chemla : Agathe
- Djolof Mbengue : Alpha
- Saadia Bentaïeb : Kramarz
- Jacques Nolot : le vieux
- Marie-José Kilolo Maputu : Baïlo
- Cecilia Mangini : Nonna
- Antoine Chappey : le père
- Frédéric Bonpart : le flic
- Bernard Mazzinghi : l'homme au scooter
- Babakar Ba : l'Africain

## Tournage
Le tournage a lieu à Paris, notamment au Parc des Buttes-Chaumont, dans les Bouches-du-Rhône, à Istres et au Bénin,.
C'est le premier film de Thimotée Robart.

## Accueil
Le premier long-métrage de Stéphane Batut est bien accueilli par la critique lors de sa projection au Festival de Cannes qui salue son romanesque et sa poésie,. Le Prix Jean-Vigo récompense « son audace poétique, son romantisme intemporel, sa croyance dans les pouvoirs du cinéma à transcender les frontières de la vie et de la mort ».

### Critiques
Le film reçoit de bons retours, avec une note moyenne de 3.6 sur AlloCiné.
Selon Les Fiches du cinéma, « Cet Orphée d'aujourd’hui tient en équilibre sur le fil fragile d’un réalisme fantastique sans jamais chuter. Un premier film emballant ! ». Pour Première, « Vif-Argent déploie cette intrigue avec une grâce poétique jamais prise en défaut. Ni pleinement tragi-comédie romantique ni totalement film de genre, sa singularité le rend terriblement attachant. ».
Dans Télérama, Pierre Murat écrit que Vif-Argent est « un drôle de premier film, bizarre, original, avec un sens du romanesque et un goût pour le lyrisme, extrêmement rares dans le cinéma actuel ».

## Distinctions

### Prix
- Prix Jean-Vigo 2019
- Champs-Élysées Film Festival 2019 : Prix du Jury du Film Français Indépendant[12]
- Prix Louis-Delluc du premier film 2019[13]

### Nomination
- Lumières 2020 : Meilleur espoir masculin pour Thimotée Robart

### Sélections
- Festival de Cannes 2019 : Sélection de l'ACID
- Festival du film de Cabourg 2019 : Sélection officielle
- Festival international du film de La Rochelle 2019
- Festival du film francophone d'Angoulême 2019 : Hors compétition

### Revue de presse
- David Fontaine, « Vif argent », Le Canard enchaîné, Paris, 28 août 2019, p. 6,  (ISSN 0008-5405)